# 14e législature de la Colombie-Britannique

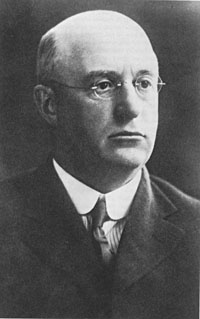
Harlan Carey Brewster, premier ministre (1916-1918)

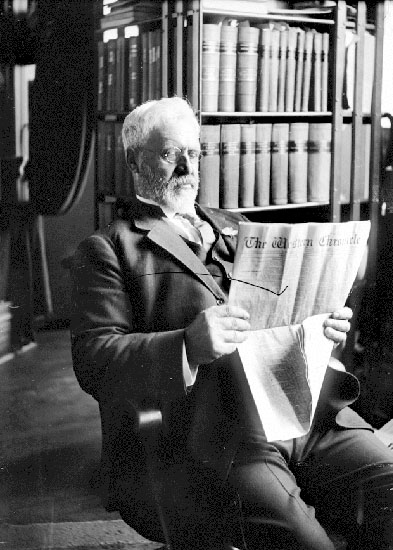
John Oliver, premier ministre (1918-1927)

La 14e législature de la Colombie-Britannique a siégé de 1917 à 1920. Ses membres sont élus lors de l'élection générale de 1916. Le Parti libéral de la Colombie-Britannique dirigé par Harlan Carey Brewster remporte l'élection et forme un gouvernement majoritaire. Brewster décède en fonction en mars 1918 et est remplacé par John Oliver.
John Walter Weart est président de l'Assemblée jusqu'en 1918. Après le début de la session, John Keen lui succède comme président.

## Membre de la14elégislature
| Député | Député                           | Circonscription | Parti                  |
| ------ | -------------------------------- | --------------- | ---------------------- |
|        | Harlan Carey Brewster            | Alberni         | Libéral                |
|        | Frank Harry Mobley               | Atlin           | Libéral                |
|        | John MacKay Yorston              | Cariboo         | Libéral                |
|        | Edward Dodsley Barrow            | Chilliwack      | Libéral                |
|        | John Andrew Buckham              | Columbia        | Libéral                |
|        | Hugh Stewart                     | Comox           | Libéral                |
|        | William Henry Hayward            | Cowichan        | Indépendant            |
|        | James Horace King                | Cranbrook       | Libéral                |
|        | Francis James Anderson MacKenzie | Delta           | Conservateur           |
|        | John Oliver                      | Dewdney         | Libéral                |
|        | Robert Henry Pooley              | Esquimalt       | Conservateur           |
|        | Alexander Ingram Fisher          | Fernie          | Libéral                |
|        | William Roderick Ross            | Fort George     | Conservateur           |
|        | James Edwin Wallace Thompson     | Grand Forks     | Libéral                |
|        | John Duncan MacLean              | Greenwood       | Libéral                |
|        | Malcolm Bruce Jackson            | The Islands     | Libéral                |
|        | Frederick William Anderson       | Kamloops        | Libéral                |
|        | John Keen                        | Kaslo           | Libéral                |
|        | Archibald McDonald               | Lillooet        | Conservateur           |
|        | William Sloan                    | Nanaimo         | Libéral                |
|        | William Oliver Rose              | Nelson          | Conservateur           |
|        | Parker Williams                  | Newcastle       | Indépendant socialiste |
|        | David Whiteside                  | New Westminster | Libéral                |
|        | Kenneth Cattanach MacDonald      | North Okanagan  | Libéral                |
|        | George Samuel Hanes              | North Vancouver | Libéral                |
|        | Alexander Malcolm Manson         | Omineca         | Libéral                |
|        | Thomas Dufferin Pattullo         | Prince Rupert   | Libéral                |
|        | William Henry Sutherland         | Revelstoke      | Libéral                |
|        | Gerald Grattan McGeer            | Richmond        | Libéral                |
|        | William David Willson            | Rossland        | Libéral                |
|        | Frederick Arthur Pauline         | Saanich         | Libéral                |
|        | Lytton Wilmot Shatford           | Similkameen     | Conservateur           |
|        | Charles Franklin Nelson          | Slocan          | Libéral                |
|        | James William Jones              | South Okanagan  | Conservateur           |
|        | John Walter Weart                | South Vancouver | Libéral                |
|        | James Hargrave Schofield         | Trail           | Conservateur           |
|        | John Sedgwick Cowper             | Vancouver City  | Libéral                |
|        | John Wallace de Beque Farris     | Vancouver City  | Libéral                |
|        | Malcolm Archibald Macdonald      | Vancouver City  | Libéral                |
|        | John William MacIntosh           | Vancouver City  | Libéral                |
|        | Ralph Smith                      | Vancouver City  | Libéral                |
|        | William John Bowser              | Vancouver City  | Conservateur           |
|        | George Bell                      | Victoria City   | Libéral                |
|        | Harlan Carey Brewster            | Victoria City   | Libéral                |
|        | Henry Charles Hall               | Victoria City   | Libéral                |
|        | John Hart                        | Victoria City   | Libéral                |
|        | Joseph Walters                   | Yale            | Libéral                |

Notes:
1. 1 2  Élu simultanément dans Alberni and Victoria City; choisit de siéger pour Victoria City

## Répartition des sièges
| Parti    | Parti                  | Député(s) |
| -------- | ---------------------- | --------- |
|          | Libéral                | 36        |
|          | Conservateur           | 9         |
|          | Indépendant            | 1         |
|          | Indépendant socialiste | 1         |
| Total    | Total                  | 47        |
| Majorité | Majorité               | 25        |

## Élections partielles
Durant cette période, une élection partielle était requise à la suite de la nomination d'un député au cabinet.
- James Horace King, ministre des Travaux publics, élu sans opposition le 3 janvier 1917
- John Oliver, ministe de l'Agriculture et des Chemins de fer[4], élu sans opposition le 3 janvier 1917
- John Duncan MacLean, Provincial Secretary and Minister of Education[5], élu sans opposition le 3 janvier 1917
- William Sloan, ministre des Mines, élu sans opposition le 3 janvier 1917
- Malcolm Archibald Macdonald, Attorney General[6], élu le 3 janvier 1917
- Ralph Smith, ministre des Finances[7], élu le 3 janvier 1917
- Harlan Carey Brewster, premier ministre[6], élu sans opposition le 3 janvier 1917
- Thomas Dufferin Pattullo, ministre des Terres[8], élu le 3 janvier 1917
- John Wallace de Beque Farris, procureur général et ministre du Travail[9], élu sans opposition le 23 juin 1917
- John Hart, ministre des Finances[10], élu le 30 juin 1917
- Edward Dodsley Barrow, ministre de l'Agriculture[11], élu le 23 mai 1918

D'autres élections partielles ont été tenues pour diverses autres raisons:
| Circonscription | Député                       | Parti                  | Élection        | Motif                                                                                    |
| --------------- | ---------------------------- | ---------------------- | --------------- | ---------------------------------------------------------------------------------------- |
| Alberni         | Richard Pateman Wallis       | Conservateur           | 24 janvier 1918 | Démission de H.C. Brewster; élu simultanément dans Alberni et Victoria City              |
| Newcastle       | James Hurst Hawthornthwaite  | Socialiste indépendant | 24 janvier 1918 | Démission de P. Williams; nommé au conseil du Workmen's Compensation le 1er janvier 1917 |
| Similkameen     | William Alexander McKenzie   | Conservateur           | 24 janvier 1918 | Démission de L.W. Shatford; nommé au Sénat du Canada le 23 juin 1917                     |
| Vancouver City  | Mary Ellen Smith             | Indépendante           | 24 janvier 1918 | Décès de R. Smith le 12 février 1917                                                     |
| Victoria City   | Francis William Henry Giolma | Parti soldat           | 24 janvier 1918 | Décès de H.C. Brewster le 1er mars 1918                                                  |
| Alberni         | Richard John Burde           | Soldat indépendant     | 29 janvier 1919 | Décès de R.P. Wallis le 14 octobre 1918                                                  |
| Cowichan        | Kenneth Forrest Duncan       | Unioniste              | 25 janvier 1919 | Démission de W.H. Hayward; raison militaire à Ottawa                                     |

Notes:
1. ↑  Sans opposition

## Autre(s) changement(s)
- John William McIntosh démissionne des Libéraux en avril 1917 pour devenir Libéral indépendant[12].
- Durant la législature McIntish, Richard John Burde, Kenneth Forrest Duncan and Francis William Henry Giolma forment le Soldier Party[13].